# Řetězový parník

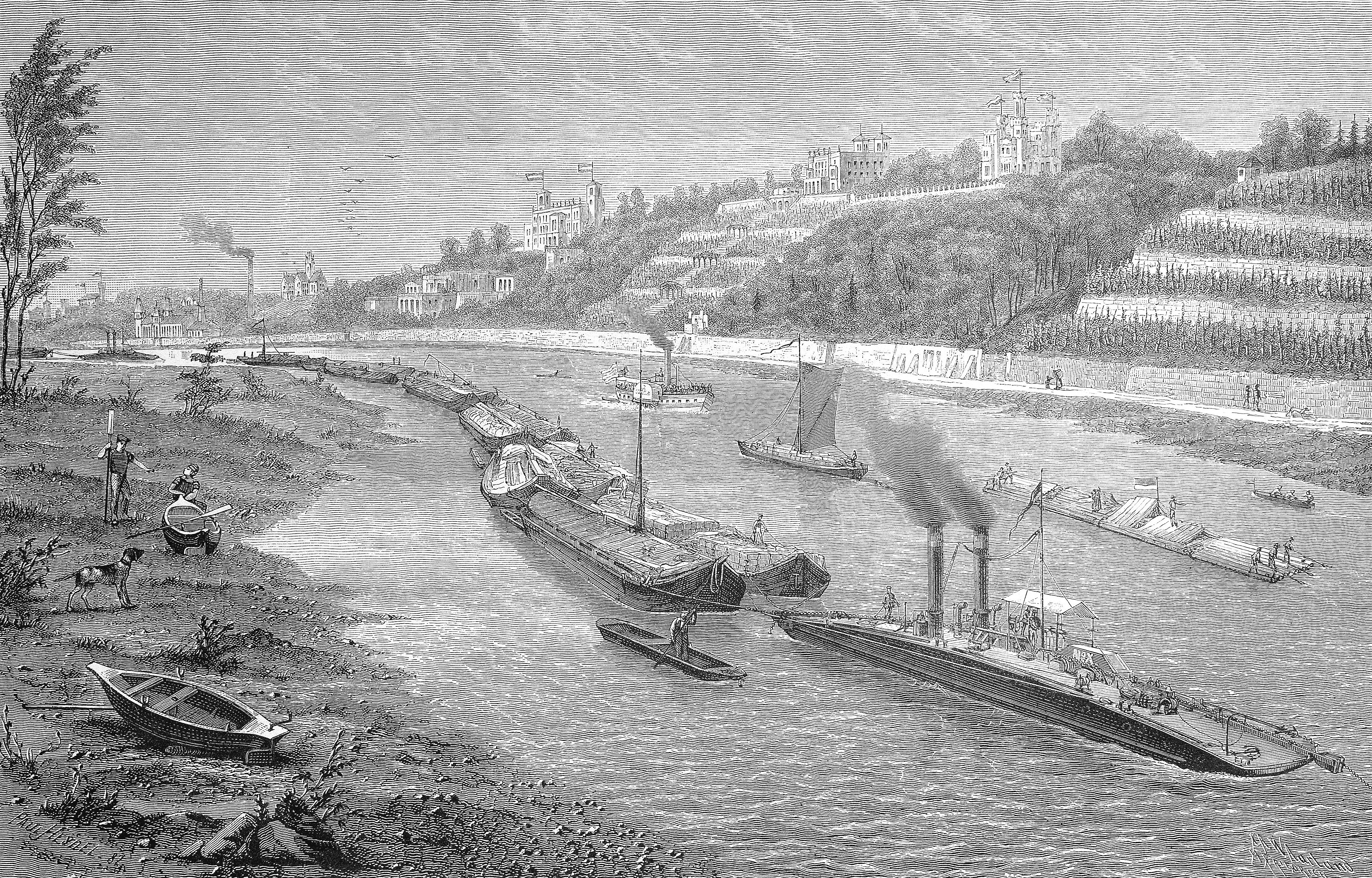
Řetězový parník s tažným nákladem poblíž Drážďan (1882)

Řetězový parník je typ parní lodi používané v druhé polovině 19. a první polovině 20. století na mnoha evropských řekách k vlečení nákladu proti proudu. Celé zařízení fungovalo tak, že v řece byl položen těžký ocelový řetěz, který byl parníkem provlečen, a ten po něm za pomoci na palubě umístěného parního stroje „šplhal“. Řetězové parníky nabízely ve své době veliký výkon a dokázaly za sebou táhnout celou řadu nákladních člunů.
První plavba řetězových parníků byla zřízena v roce 1825 ve Francii na řece Seině mezi Paříží a Rouen.
V Českých zemích fungovaly řetězové parníky na dolním Labi, kde usnadňovaly transport lodí a zboží z Německa. Nejprve – od roku 1874 – vedl řetěz z Německa do Ústí nad Labem, v roce 1886 byl pak prodloužen až do Mělníku. Ve 20. století nastal na Labi postupný útlum plavby řetězových parníků, provoz na posledním úseku byl definitivně ukončen v roce 1947.